# Майкл Редгрейв
Майкл Скудамор Редґрейв (англ. Michael Scudamore Redgrave, 20 березня 1908 — 21 березня 1985) — британський актор театру і кіно, режисер, менеджер і письменник.

## Особисте життя
Редгрейв був одружений з актрисою Рейчел Кемпсон 50 років з 1935 року і до своєї смерті. Його діти Ванесса (нар. 1937), Корін (1939—2010) і Лінн Редґрейв (1943—2010) і його внуки — Наташа (1963—2009), Джоелі Річардсон (нар. 1965) і Джемма Редґрейв також грають у кіно та театрі. Його онук Карло Габріель Неро — сценарист і режисер.

## Вибрана фільмографія
- 1938 — Леді зникає / The Lady Vanishes — Гілберт
- 1955 — Руйнівники гребель / The Dam Busters — винахідник Барнс Воліс
- 1956 — 1984 / 1984 — О'Коннор
- 1969 — Битва за Британію / Battle of Britain — Евіл
- 1971  — Посередник / The Go-Between) — Лео Колстон, через півстоліття
- 1971  — Микола і Олександра / Nicholas and Alexandra — Сергій Сазонов